# Aulonocara hueseri
Aulonocara hueseri  è una specie di pesci della famiglia dei Ciclidi. È endemica del Lago Malawi, dove è stata scoperta nella zona del lago facente parte dello stato del Malawi. Raggiunge i 7,9 cm di lunghezza (SL).